# Mary Harrisonová McKeeová
Mary Harrisonová McKeeová (3. dubna 1858, Indianapolis, Indiana – 28. října 1930, tamtéž) byla dcerou 23. prezidenta USA Benjamina Harrisona a po smrti své matky Caroline Harrisonové v roce 1892 vykonávala funkci první dámy USA.